# Lac de Champex
Lac de Champex là một hồ ở Valais, Thụy Sĩ. Bề mặt nó có diện tích 11 ha. Trên bờ là ngôi làng Champex.